# Музей лужицьких сербів
Музей лужицьких сербів (нім. Sorbisches Museum, в.-луж. Serbski muzej) — краєзнавчий музей, розташований в Соляному домі, який знаходиться в місті Будишин, Земля Саксонія, Німеччина. Найважливіша музейна установа з історії лужицького народу.
Будівля музею є пам'ятником історії та культури землі Саксонія (№ 09251011).

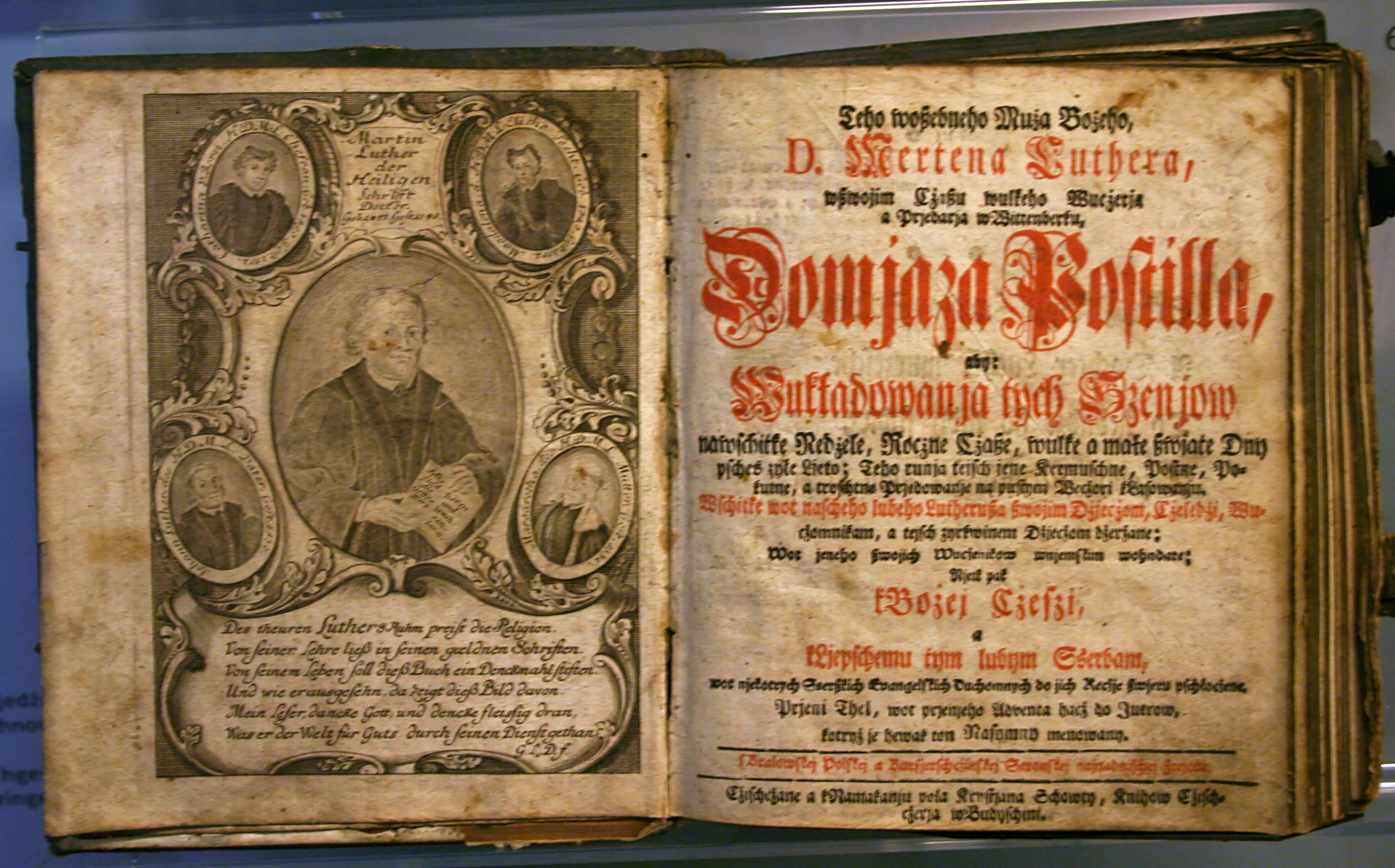

## Історія
Незабаром після заснування лужицької культурно-освітньої спілки «Матица сербська» було вирішено збирати матеріали, що стосуються історії та культури лужицького народу. В 1856 році на з'їзді членів організації «Матица сербська» історико-археологічний відділ Матиці сербської відкрив у Дрездені виставку лужицького прикладного мистецтва «Wendischen Dorf», яка стала основою майбутнього музею. В 1937 році Лужицький дім був закритий нацистською владою, й Музей лужицьких сербів перестав функціонувати. В 1942 році зібрання музею було передано до міського музею Будишину. В 1957 році в місті Гоєрсверді був відкритий Музей лужицької історії та етнографії (Museum für sorbische Geschichte und Volkskunde).
Із збільшенням музейних експонатів Музей лужицької історії та етнографії був перенесений в Будишин до нового Сербського дому.
В 1976 році колекція музею була розміщена в Соляному домі в міському районі Ортенбург. До 1988 Музей лужицьких сербів належав Асоціації музеїв Будишину. Після реконструкції музейного зібрання музей був відкритий у червні 1989 року як самостійна музейна установа.
Наразі Музей лужицьких сербів представляє зібрання з історії лужичан та їх культури. Зібрання музею включає близько 23 тисяч експонатів.
Музей експонує 4 виставки: історія лужичан з давніх часів до сьогодення, культура та спосіб життя лужичан, лужицькі мови, зародження лужицької літератури та лужицьке образотворче мистецтво.
В бенкетному залі регулярно проходять різноманітні культурні та просвітницькі заходи.

## Історія будівлі
Соляний дім Будишину збудовано в 1782 році, призначався для міського соляного складу. З 1835 року в будинку розміщався Саксонський апеляційний суд. У 1869 році його перебудували і з того часу будівля має сучасний вигляд. Під час Другої світової війни в будинку знаходилось місцеве відділення Націонал-соціалістичної робітничої партії та місцеве відділення гестапо. В часи НДР будівля використовувалась під житло. В 2003 році будівля була відремонтована.

## Директори музею
- Якуб Шевчик (1900—1908);
- Міхал Вераб (1908—1932);
- Павол Недо (1932—1934);
- Ян Мешканк (1935—1941);
- Герхард Мьольке (1957—1959);
- Арношт Ковар (1961—1980);
- Ганка Фасцина (1982—1992);
- Томаш Навка (1993—2014);
- Христина Богушова (з 2014 року).